# Rue Nicolas-Chuquet
La rue Nicolas-Chuquet est une voie du 17e arrondissement de Paris, en France.

## Situation et accès
La rue Nicolas-Chuquet est une voie publique située dans le 17e arrondissement de Paris. Elle débute au 199, boulevard Malesherbes et se termine au 18, rue Philibert-Delorme.

## Origine du nom
La rue est nommée en l'honneur du mathématicien Nicolas Chuquet (entre 1445 et 1455-1488).

## Historique
Cette rue est ouverte en 1862 sous le nom de « rue Brunel » en l'honneur de l'ingénieur français Marc Isambart Brunel, qui exécuta de 1824 à 1842 le tunnel sous la Tamise.
Elle prend sa dénomination actuelle par arrêté du 30 août 1884.

## Bâtiments remarquables et lieux de mémoire
- No 11 : médiathèque Edmond-Rostand.